# Martin Roth (Musiker)
Martin Roth (geboren in Frankfurt am Main) ist ein deutscher DJ, Liveact und Komponist, seit 2007 wohnhaft in Berlin. Seine Musik lässt sich dem Deep House, Techno und Contemporary Electronica zuordnen.

## Karriere
Martin Roth spielte bereits in seiner Kindheit und Jugend klassisches Klavier, bevor er noch während des Abiturs begann, Musik mit dem Synthesizer zu komponieren.
Mitte 1996 produzierte er seine erste Single, Virtual Dreams, damals noch unter dem Pseudonym Virtual Atmosfear, die auf dem Label des damaligen Vinylvertriebs Discomania herauskam.
Über die nächsten Jahre veröffentlichte er zahlreiche Produktionen und Remixe unter diversen Pseudonymen, bevor er 2006 schlussendlich unter seinem bürgerlichen Namen auf dem eigenen Vinyllabel lunatique die erste Martin-Roth-EP namens Shockwaves EP veröffentlichte. Danach folgte die NuStyle EP ebenfalls auf lunatique, womit er einen neuen Stil für sich kreierte und seitdem für namhafte Künstler wie die Sugababes, Keane, Rosenstolz, Schiller, Paul van Dyk, Armin van Buuren etc. Produktionen und Remixe fertigte.
Es folgten weitere Veröffentlichungen, unter anderem auf den Labels Universal Music, Get Physical, Vandit, Anjunabeats etc., bevor er 2012 die erste eigene EP namens Deepstyle EP auf Anjunadeep veröffentlichte. Kurze Zeit später folgten die EP Beautiful Life / Make Love to me Baby und weitere erfolgreiche Releases.
Als zweites wichtiges Pseudonym und Experimentierfeld betrat er 2016 als An Analog Guy in a Digital World mit der gleichnamigen Single in der Electronica- und Contemporary-Musik erfolgreich Neuland und schrieb für dieses Projekt 2020 das Studioalbum An Analog Guy in a Digital World und 2022 Mono No Aware auf seinem Hauslabel Anjunadeep.
Neben der Musikproduktion ist Martin Roth als gefragter DJ und Liveact weltweit gebucht und unterwegs, zudem von 2008 bis 2012 Resident-DJ im Londoner Club Ministry of Sound so wie im (mittlerweile geschlossenen) Cielo in New York City.

## Veröffentlichungen

### Studioalben
- 2020: An Analog Guy in a Digital World (lunatique music)
- 2022: Mono No Aware (Anjunadeep Reflections)

### EPs
- 2006: Shockwaves EP
- 2008: NuStyle EP
- 2011: Deepstyle EP
- 2012: Beautiful Life
- 2014: Maya / Mel EP
- 2015: Have you Ever EP
- 2018: Ultraviolet / Hypno Seq EP
- 2019: Cold Brew Hipster Funk EP
- 2021: Synth City EP
- 2025: Moving On EP

### Singles (Auszug)
- 2008: Off The World (mit Alex Bartlett)
- 2010: KooKoo (mit Blank & Jones)
- 2016: An Analog Guy in a Digital World
- 2018: Adagio for Strings – An Analog Guy Part 2
- 2021: Echoes
- 2022: Bisous

## Auszeichnungen
- 2009: Beatport Annual Awards, nominiert für bester Remix, bester Künstler Progressive House, bester Künstler[7] – Gewinner bester Remix Mind-X - Sensation Seekers (Martin Roth NuStyle Remix)